# Prismatopus filholi
Prismatopus filholi is een krabbensoort uit de familie van de Majidae. De wetenschappelijke naam van de soort werd in 1876 voor het eerst geldig gepubliceerd door Alphonse Milne-Edwards.